# Jesper Lau Hansen
Jesper Lau Hansen (født 29. oktober 1965 i København) er en dansk jurist og professor. 
Han blev cand.jur. fra Københavns Universitet i 1989. I 1993 blev han Master of Laws fra University of Cambridge. I 2001 blev han dr.jur. med en afhandling med titlen Informationsmisbrug. En analyse af de centrale bestemmelser i børsrettens informationsregime.
Han fungerede som advokat fra 1989 til 1995, hvorefter han blev ansat ved det juridiske fakultet på Københavns Universitet, hvor han i 2003 blev professor i kapitalmarkedsret.
Han er siden 2006 næstformand for bestyrelsen for tænketanken CEPOS og en af bagmændene bag webloggen Punditokraterne.

## Privat
Han blev i 1993 gift med cand. jur. Lone Prehn, og de har børnene Maria (1995) og Julie (1999).

## Udvalgte publikationer
- Fondsbørsen – Aspekter af en fondsbørsretlig forudsætning, Greens§Jura (1999).

- Full Circle: Is There a Difference Between the Freedom Of Establishment and the Freedom To Provide Services?, European Business Law Review 83 (2000).

- Informationsmisbrug. En analyse af de centrale bestemmelser i børsrettens informationsregime, Jurist- og Økonomforbundets Forlag, (2001).